# Manitoba Census Division No. 1
Die Census Division No. 1 in der kanadischen Provinz Manitoba gehört zur Southeast Region. Sie hat eine Fläche von 14872,9 km² und 18.534 Einwohner (Stand: 2016). 2011 betrug die Einwohnerzahl 17.331.

## Census Subdivisions
Im Folgenden die "Census Subdivisions" („Zensus-Untergliederungen“) der Division No. 1 mit Stand vom Census 2016.
- Alexander (Rural municipality)
- Buffalo Point 36 (Indian reserve)
- Division No. 1, Unorganized (Unorganized)
- Lac du Bonnet (Rural municipality)
- Lac du Bonnet (Town)
- Pinawa (Local government district)
- Piney (Rural municipality)
- Powerview-Pine Falls (Town)
- Reynolds (Rural municipality)
- Shoal Lake (Part) 39A (Indian reserve)
- Shoal Lake (Part) 40 (Indian reserve)
- Stuartburn (Rural municipality)
- Victoria Beach (Rural municipality)
- Whitemouth (Rural municipality)